# Union City (Tennessee)
Union City es una ciudad ubicada en el condado de Obion en el estado estadounidense de Tennessee. En el Censo de 2010 tenía una población de 10.895 habitantes y una densidad poblacional de 352,25 personas por km².

## Geografía
Union City se encuentra ubicada en las coordenadas 36°25′32″N 89°2′46″O / 36.42556, -89.04611. Según la Oficina del Censo de los Estados Unidos, Union City tiene una superficie total de 30.93 km², de la cual 30.91 km² corresponden a tierra firme y (0.06%) 0.02 km² es agua.

## Demografía
Según el censo de 2010, había 10.895 personas residiendo en Union City. La densidad de población era de 352,25 hab./km². De los 10.895 habitantes, Union City estaba compuesto por el 71.12% blancos, el 23.71% eran afroamericanos, el 0.17% eran amerindios, el 0.4% eran asiáticos, el 0.06% eran isleños del Pacífico, el 2.86% eran de otras razas y el 1.69% pertenecían a dos o más razas. Del total de la población el 5.17% eran hispanos o latinos de cualquier raza.